# Mihály Víg
Dans le nom hongrois Víg Mihály, le nom de famille précède le prénom, mais cet article utilise l’ordre habituel en français Mihály Víg, où le prénom précède le nom.
Mihály Víg (né en 1957 à Budapest) est un auteur-compositeur-interprète, poète et guitariste hongrois. Il est le cofondateur des groupes Trabant et Balaton, il est également connu pour être un collaborateur régulier du réalisateur Béla Tarr. Il a composé la musique de Damnation, Le Tango de Satan (dans lequel il interprète également le rôle principal), Les Harmonies Werckmeister, L'Homme de Londres et Le Cheval de Turin.